# Кеплер-438b
Кеплер-438b (известна също със своето KOI наименование KOI-3284.01) е потвърдена екзопланета почти с размерите на Земята, вероятно с твърда повърхност. Планетата е в орбита в рамките на обитаемата зона на червеното джудже Кеплер-438, на около 145 парсека от Земята, в съзвездието Лира. Планетата е открита от космическия телескоп на НАСА, „Кеплер“, чрез употребата на транзитен метод, при който се засича и измерва затъмняването на звездата, причинено от преминаването на планета пред нея. НАСА потвърждава откритието на планетата на 6 януари 2015 г.

## Потвърдени данни
Кеплер-438b е екзопланета почти с размерите на Земята, с радиус 1,12 пъти по-голям от земния. Планетата обикаля около червеното джудже Кеплер-438, звезда значително по-малка и по-студена от Слънцето, като прави една обиколка на всеки 35.2 дни.

## Обитаемост
Планетата е обявена като намираща се в рамките на обитаемата зона на Кеплер-438, район, в който може да съществува течна вода на повърхността на планетата. Тя е описана като една от най-подобните на Земята планети, по отношение на размер и температура, открити дотогава.
| Известни екзопланети - „Кеплер“ | - |
| Потвърдени малки екзопланети в обитаемите зони. (Кеплер-62e, Кеплер-62f, Кеплер-186f, Кеплер-296e, Кеплер-296f, Кеплер-438b, Кеплер-440b, Кеплер-442b) (Телескоп „Кеплер“; 6 януари 2015 г.). |   |